# Calligrapha scalaris
Calligrapha scalaris es una especie de escarabajo del género Calligrapha, familia Chrysomelidae. Fue descrita por J. E. LeConte en 1824.
Miden 7.5-9.5 mm. Algunas poblaciones son partenogenéticas. Se alimentan de Ulmus (olmo). Se encuentran en el este de América del Norte, hasta México. Algunas poblaciones están en disminución debido a la plaga del olmo.